# Rivière Noire (Rivière Yamaska)
Der Rivière Noire (französisch für „schwarzer Fluss“) ist ein rechter Nebenfluss des Rivière Yamaska in den Verwaltungsregionen Estrie und Montérégie der kanadischen Provinz Québec.

## Flusslauf
Der Rivière Noire entspringt 5 km östlich von Waterloo. Er fließt anfangs in nördlicher Richtung nach Valcourt. Danach wendet er sich nach Westen. Der Rivière Noire passiert die Kleinstadt Roxton Falls. Er fließt etwa 2 km südlich an Acton Vale vorbei. Bei Upton mündet der Rivière le Renne rechtsseitig in den Fluss. Der Rivière Noire fließt nördlich am Mont Yamaska vorbei und passiert im Anschluss die Kleinstadt Saint-Pie. Der Fluss mündet schließlich 10 km südlich von Saint-Hyacinthe in den Rivière Yamaska. Er hat eine Länge von 115 km. Er entwässert ein Areal von 1571 km². Der mittlere Abfluss am Pegel 7,6 km oberhalb der Mündung beträgt 25,6 m³/s.

## Wehre
Am Flusslauf befinden sich mehrere Wehre:
- unterhalb der Mündung des Rivière le Renne
- Barrage du Père-Tarte
- Barrage à Georges-Maurice
- Barrage d’Émileville
- Barrage de Saint-Pie